# Alstom Coradia Polyvalent
Der Alstom Coradia Polyvalent ist eine Typenfamilie von Gliedertriebzügen, die der Hersteller Alstom entwickelte und innerhalb seiner Coradia-Familie vermarktete.
Die SNCF schloss im Oktober 2009 mit Alstom einen Rahmenvertrag über 1000 Züge unter dem Namen Régiolis für den Einsatz im Regionalverkehr der französischen Regionen (TER) ab.
Seit 2022 werden diese Züge, die bislang hauptsächlich auf dem französischen Markt verkauft wurden, von CAF France angeboten, denn im Herbst 2021 wurde die Coradia Polyvalent-Typenfamilie an CAF veräußert. Die Übernahme durch den spanischen Hersteller wurde zum 1. August 2022 abgeschlossen.
Auslöser der Transaktion war die Anfang 2020 angekündigte Fusion von Alstom mit Bombardier Transportation, die der SNCF den Regionalzug Bombardier Régio2N liefert. Mit der Fusion der seitherigen Konkurrenten wäre der Wettbewerb für Regionalzüge auf dem französischen Markt erheblich reduziert worden. Bereits bei der Antragstellung an die Wettbewerbsbehörde der Europäischen Kommission für die Genehmigung der Fusion, wurde ein Verkauf der Régiolis-Plattform als Lösung genannt und danach als Auflage der Fusion festgeschrieben.

## Geschichte

### Bestellungen
Aus dem im Oktober 2009 zwischen Alstom und der SNCF geschlossenen Rahmenvertrag über 1000 Züge wurden bis Februar 2011 bereits 164 Züge bestellt, die von den Regionen Elsass, Aquitanien, Basse-Normandie, Franche-Comté, Haute-Normandie, Lothringen, Midi-Pyrénées, Pays de la Loire, Picardie, Auvergne, Poitou-Charentes und Provence-Alpes-Côte d’Azur bezahlt wurden. Bis Mai 2020 waren aus dem Rahmenvertrag 387 Züge bestellt und 300 Züge produziert worden. Darin enthalten sind 67 Züge, die der französische Staat für den nationalen Fernverkehr bestellte, und von Alstom als Coradia Liner bezeichnet werden. Daneben erhielt Alstom Bestellungen über 13 Coradia Polyvalent für den CDG Express sowie für den Export: 17 Züge wurden von der SNTF (Algerien) und 15 von APIX (Senegal) bestellt.

### Produktion und Zulassung
Die Triebzüge werden in Werken von Alstom und CAF in Frankreich hergestellt. Entwicklung und Endmontage finden in dem CAF-France-Werk in Reichshoffen statt, die Drehgestelle werden in Le Creusot gefertigt, die Fahrmotoren in Ornans, die Achsantriebe in Tarbes und die Leittechnik in Villeurbanne. Die Dieselmotoren werden von MAN Truck & Bus zugeliefert.
Der erste Zug wurde im Juni 2011 der Öffentlichkeit vorgestellt. Im Dezember wurde der erste Zug für die Region Alsace in Strasbourg der Öffentlichkeit vorgestellt. Testfahrten fanden von November 2011 bis Januar 2013 statt, unter anderem auf der Bahnstrecke Vendenheim–Wissembourg im Abschnitt Hoffen–Wissembourg, im Centre d'essais ferroviaires in Valenciennes, im Abschnitt Nançois-Tronville–Ernécourt-Loxéville der Bahnstrecke Paris–Strasbourg und auf später im Regelbetrieb befahrenen RFF-Strecken.
Im Jahr 2012 bestellten die Regionen Alsace zwei und Midi-Pyrénées fünf Züge zusätzlich. Ende März 2013 bestellte die Region Franche-Comté sieben Züge.
Die ersten Fahrzeuge beendeten nach 200 000 km im September 2013 die dynamischen Tests. Den Regionen Elsass, Aquitaine, Basse-Normandie, Lothringen und Picardie wurden die ersten Fahrzeuge ausgeliefert. Der Fahrgasteinsatz begann am 22. April 2014 mit einer Fahrt von Bordeaux nach Agen. Für die im Vergleich zu Vorgängerbaureihen breiteren Wagen waren nach Medienberichten Anpassungsarbeiten an 1200 Bahnhöfen notwendig. Seit Dezember 2019 verkehren dreisystemfähige Régiolis, die mit Fahrzeuggeräten der Zugbeeinflussung ETCS Baseline 3 ausgestattet sind, grenzüberschreitend in die Schweiz.
Auch nach der Übernahme der Plattform durch CAF wurden noch weitere Fahrzeuge abgerufen. So bestellte die Region Bourgogne-Franche-Comté 2025 neun vierteilige Zweikraftzüge mit 228 Sitzen und fünf sechsteilige Elektrotriebzüge für den Intercités-Dienst und 355 Sitzplätzen.

### Einsatz im deutsch-französischen Grenzverkehr

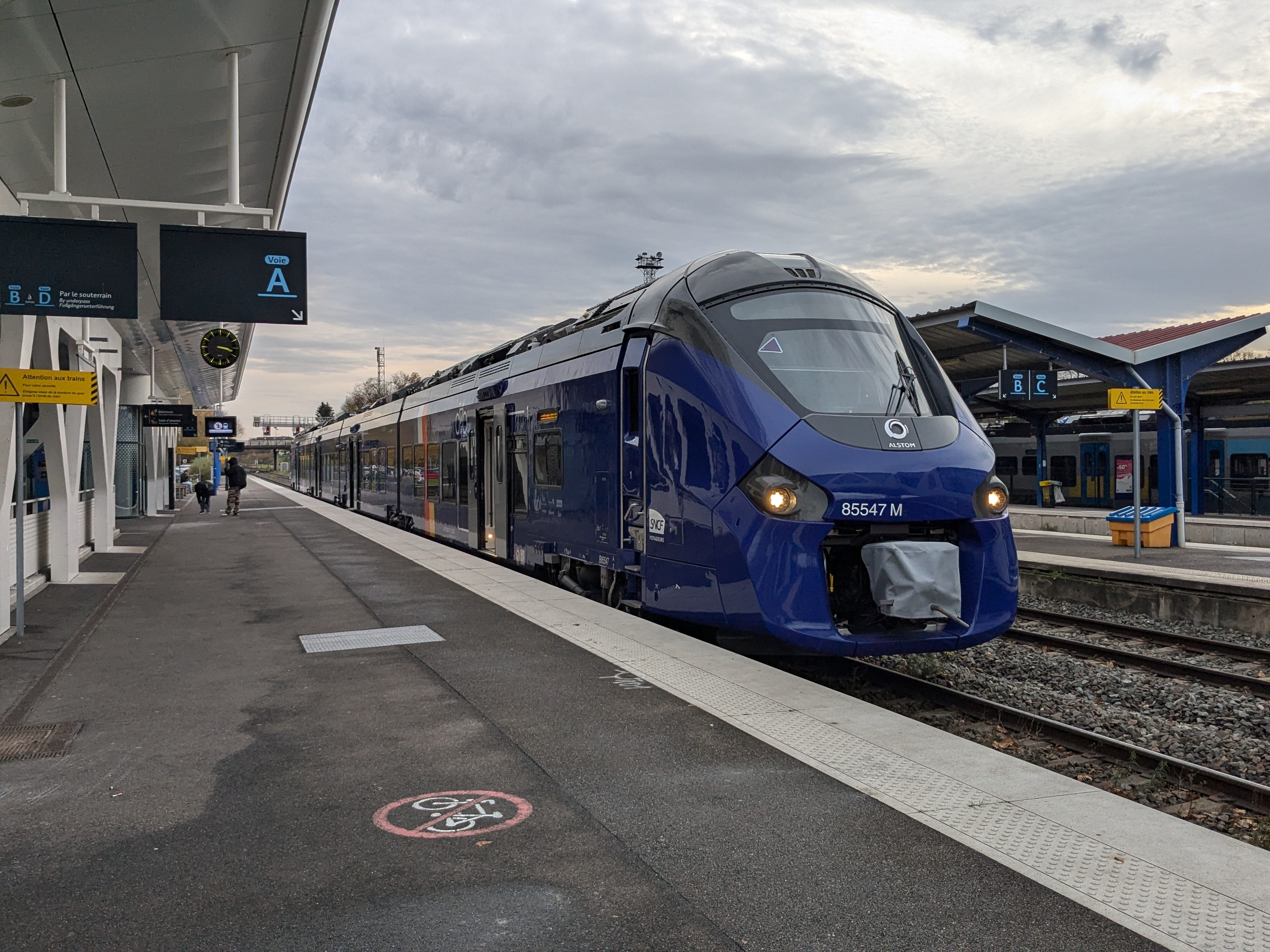
Deutsch-französischer Triebzug im Bahnhof Haguenau im Einsatz für TER Grand Est

Régiolis-Züge werden künftig auch auf deutsch-französisch-grenzüberschreitenden Nahverkehrslinien eingesetzt werden. Dafür wurden 2019 durch die Region Grand Est 30 Züge bestellt, mit Finanzierungszusagen aus den deutschen Bundesländern Saarland, Rheinland-Pfalz und Baden-Württemberg und EU-Fördergeldern. Die als Coradia Polyvalent TFA (TFA: transfrontalier France-Allemagne, für „grenzüberschreitend Frankreich-Deutschland“) bezeichneten Zügen sind vierteilig, mit Zweikraftantrieb (Elektrisch-Diesel) ausgerüstet, und werden für die Strom- und Zugbeeinflussungssysteme beidseits der deutsch-französischen Grenze ausgestattet. Der erste Vorserienzug wurde 2021 ausgeliefert. Er wurde für Präsentationen eingesetzt, die in Wissembourg, Neustadt (Juli 2021) und Trier (September 2023) erfolgten. Zudem wurde mit Homologationsfahrten in Frankreich und Deutschland begonnen. Im Frühjahr 2023 waren drei Prototypen unterwegs, um die deutsche Zulassung zu erhalten.
Mit der Auslieferung der Züge wurde 2024 begonnen. Die Zulassung der Züge für den Betrieb in Frankreich erfolgte am 4. Oktober 2024, im November 2024 begann der Einsatz mit Fahrgästen in Frankreich. Die Zulassung für das deutsche Schienennetz wird für Mitte 2025 erwartet.
Bereits im November 2020 war eine Ausschreibung für den Betrieb auf sieben grenzüberschreitenden Strecken mit insgesamt 525 km Länge angekündigt worden. Während die Ausschreibung gemeinsam durch Vertreter der Region Grand Est auf französischer Seite sowie auf der deutschen Seite der beiden rheinland-pfälzischen Zweckverbände SPNV Nord und ZSPNV Süd, dem Saarland und des Landes Baden-Württemberg erarbeitet wurden, erfolgte der sogenannte Teilnahmewettbewerb, bei dem Unternehmen ihr Interesse an dem Verfahren bekunden konnten und die Aufgabenträger über die Zulassung zum Verfahren zu entscheiden hatten.  Die Ausschreibungsunterlagen der Leistungen wurde den interessierten Unternehmen im April 2023 übergeben. Sie umfasst den Betrieb auf sieben Strecken, die in zwei Losen (Los West und Los Ost) aufgeteilt sind. Als Zeitpunkt für den Betriebsbeginn wurde darin Ende 2026 genannt. Im Herbst 2024 wurde mit einem Abschluss des Vergabeverfahrens für die Betriebsleistungen Ende 2024/Anfang 2025 gerechnet und die Betriebsaufnahme durch des in diesem Vergabeverfahren ausgewählten Verkehrsunternehmen sei ab Dezember 2027 vorgesehen.
Die ausgeschriebenen Linien sind:
| Linienweg                                            | Genutzte Bahnstrecken (nur kurz mitbenutzte Streckenabschnitte werden nicht erwähnt) |
| ---------------------------------------------------- | ------------------------------------------------------------------------------------ |
| Metz – Perl – Trier                                  | Metz – Luxembourg (Metz – Thionville), Obermoselstrecke                              |
| Metz – Forbach – Saarbrücken                         | Metz – Saarbrücken                                                                   |
| Strasbourg – Sarreguemines – Saarbrücken             | Strasbourg – Sarreguemines, Sarreguemines – Saarbrücken                              |
| Strasbourg – Wissembourg – Neustadt a. d. Weinstraße | Strasbourg – Wissembourg, Wissembourg – Winden – Neustadt                            |
| Strasbourg – Lauterbourg – Wörth (Rhein) – Karlsruhe | Strasbourg – Wörth, Winden – Karlsruhe (Wörth – Karlsruhe)                           |
| Strasbourg – Offenburg                               | Strasbourg – Appenweier (– Offenburg)                                                |
| Mulhouse – Müllheim (Baden)                          | Mulhouse – Neuenburg – Müllheim                                                      |

Weil die Zulassung der Fahrzeuge für Deutschland fehlt, verschiebt sich – laut Pressemeldungen von August 2024 – der Start der grenzüberschreitenden Verbindungen auf Sommer 2025. Es sei allerdings noch der Abschluss der deutsch-französischen Ausschreibung nötig, um einen oder mehrere Betreiber für die Verbindungen zu finden. Später wurde eine Zwischenlösung gefunden, bei der die Züge im Oktober 2024 in Frankreich mit der SNCF und ab 2025 im grenzüberschreitenden Verkehr zwischen Straßburg und Offenburg in Betrieb genommen werden. Um neue Fahrgäste für das zukünftige Zugangebot zu gewinnen, sollen attraktive Tarife geschaffen werden.

### Exportaufträge
Alstom lieferte im Rahmen der Ausrüstung der Bahnstrecke Sighișoara–Simeria mit ETCS einen zweikraftfähigen Coradia Polyvalent als Testfahrzeug an die CFR. Die vierteilige Einheit wurde Ende Juli 2016 nach Rumänien überführt.
Der Hersteller gab im Juli 2015 den Auftrag zur Lieferung von 17 Zweikrafteinheiten an die algerische SNTF bekannt. Die Auslieferung der sechsteiligen Fahrzeuge mit 265 Sitzplätzen soll im Januar 2018 beginnen.
Die Investitionsbehörde des Senegals (APIX) beschafft im Auftrag des Infrastrukturministeriums 15 Zweikrafttriebzüge. Die vierteiligen Einheiten mit einer Kapazität von 400 Fahrgästen dienen der Anbindung Dakars an Diamniadio sowie den zu eröffnenden Flughafen Dakar-Blaise Diagne und werden ab 2017 gebaut. Weitere sieben Züge für den Senegal wurden 2023 bei CAF France bestellt.

### Antrieb mit erneuerbaren Energien
Die SNCF will bis 2035 alle Dieselantriebe ersetzen. Folgende Maßnahmen betreffen Régiolis-Züge:
Im Jahr 2021 fuhren 32 der dieselelektrischen Züge testweise mit Biodiesel aus Rapsöl.
Ein hybrider Zug mit kleinem Lithium-Ionen-Akkumulator zur Rekuperation von Bremsenergie wird seit Juli 2021 getestet und soll ab 2023 im Regelbetrieb verkehren. Größere Akkumulatoren mit 80 km Reichweite sollen den Dieselantrieb ganz ersetzen, erste Exemplare ab 2024 im Regelbetrieb verkehren.
Vier Regionen Frankreichs bestellten Anfang 2022 zwölf Züge mit Brennstoffzellenantrieb für 130 Mio. Euro, wovon 47 Mio. Euro die französische Regierung trägt. Von diesen Régiolis H2 genannten Zügen gehen drei an Okzitanien für die Strecke Montréjeau–Luchon, drei an die Region Auvergne-Rhône-Alpes für die Strecke Clermont-Ferrand–Lyon, drei an die Region Bourgogne-Franche-Comté für die Strecke Auxerre–Laroche-Migennes und drei an die Region Grand Est für die Strecke Strasbourg–Hagenau–Niederbronn-les-Bains. Die Wasserstofftechnik wird bei Alstom in Tarbes hergestellt, die Endmontage der Züge erfolgt im Werk Reichshoffen, wobei die Brennstoffzellenantriebstechnik auch nach dem Verkauf der Polyvalent-Plattform und des Werks Reichshoffen an CAF durch Alstom geliefert wird. Die beiden Hersteller planen auch in Zukunft in einer Arbeitsgemeinschaft die Züge mit Wasserstoffantrieb unter dem Namen Coradia Polyvalent H2 den Kunden anzubieten. Sie sollen ab 2024 mit den Testfahrten beginnen und ab Ende 2025 den kommerziellen Betrieb aufnehmen. Die vierteiligen Régiolis H2-Züge fassen 220 Fahrgäste. Sie können mit 1500 V Gleich-, 25 kV Wechselspannung oder mit Wasserstoff betrieben werden und Geschwindigkeiten bis 160 km/h erreichen. Die Reichweite einer Wasserstofffüllung beträgt 400 bis 600 km.

## Technik
Die Régiolis-Triebzüge werden mit zwei verschiedenen Antriebsvarianten gebaut: Als elektrischer Triebzug und als Zweikrafttriebzug (elektrisch und dieselelektrisch). Die Züge können drei-, vier- und sechsteilig zusammengesetzt werden. Die Züge sind vollständig niederflurig, nahezu alle Komponenten sind auf dem Fahrzeugdach untergebracht. Das betrifft auch die Dieselmotoren der Zweikrafteinheiten.
Die Vielfachsteuerung ermöglicht, bis zu drei Sechswageneinheiten zu kuppeln, dadurch stehen bis zu 1000 Sitzplätze zur Verfügung.
Die Triebzüge werden im Vorort-, Regional- und Fernverkehr eingesetzt. Sie erreichen im Diesel- und im Fahrleitungsbetrieb eine Geschwindigkeit von 160 km/h. Beim Fahrleitungsbetrieb besteht eine Option auf eine Höchstgeschwindigkeit von 200 km/h. Die Coradia Polyvalent sind als Zweisystemeinheiten (1500 V = und 25 kV, 50 Hz) ausgelegt, sie können jedoch auch dreisystemfähig für zusätzlich 15 kV bei 16,7 Hz geliefert werden.
Die Einheiten für den Regionalverkehr entsprechen den europäischen Vorschriften zur Beförderung mobilitätseingeschränkter Personen; dafür sind unter anderem die Gänge breiter. Die Wagen erhalten große Fenster sowie ein Fahrgastinformationssystem und Steckdosen.
Die Coradia Polyvalent werden mit kompakten und leistungsfähigen permanentmagneterregten Synchronmaschinen mit hohem Wirkungsgrad angetrieben. Sie sollen einfach zu warten sein und geringe Betriebskosten aufweisen.

## Baureihen
Die Züge werden in drei verschiedenen Varianten als Vorort-, Regional- und Intercityeinheiten geliefert. Diese unterschieden sich hauptsächlich in der Wagen- und Türanzahl. Der wichtigste Unterschied zwischen den Regional- und Vorortzügen ist, dass letztere zwei Türen statt einer pro Wagen besitzen. Dies soll einen schnelleren Fahrgastwechsel ermöglichen. Alle Fahrzeuge besitzen eine ähnliche technische Ausstattung.
Die für Frankreich bestimmten Einheiten werden zweisystemfähig für 25 kV bei 50 Hz Wechsel- und 1,5 kV Gleichspannung geliefert. Die 17 zusätzlich schweiztauglichen Einheiten sind Dreisystemwagen, die auch unter 15 kV Wechselspannung mit 16,7 Hz im Netz des Léman Express eingesetzt werden können.
Eine 200 km/h schnelle Variante mit vier angetriebenen Drehgestellen und bis zu zehn Wagen wird vom Hersteller als Coradia Liner V200 vermarktet.
Folgende fünf verschiedene Baureihen gibt es:
- Z 31500 elektrische S-Bahn-Züge, Dreisystemfahrzeuge für die Schweiz (Léman Express)
- Z 51500 elektrischer Regionalzug.
- Z 54500 elektrischer Fernzug (interurbain)
- Z 54900 elektrischer Vorortzug; doppelte Anzahl an Türen verglichen mit der Regionalzugversion.

- B 83500 Vorortzug mit Zweikraftantrieb; doppelte Anzahl an Türen verglichen mit der Regionalzugversion.
- B 84500 Regionalzug mit Zweikraftantrieb.
- B 85000 Intercityzug mit Zweikraftantrieb. Ersteklassebestuhlung 1 + 2, anstatt 2 + 2. Diese Sechswagenzüge haben eine andere Front und werden von Alstom als Coradia Liner bezeichnet.
- B 85500 Regionalzug mit Zweikraftantrieb, Dreisystemfahrzeuge für Deutschland
- B 85900 Fernzug (intervilles) mit Zweikraftantrieb

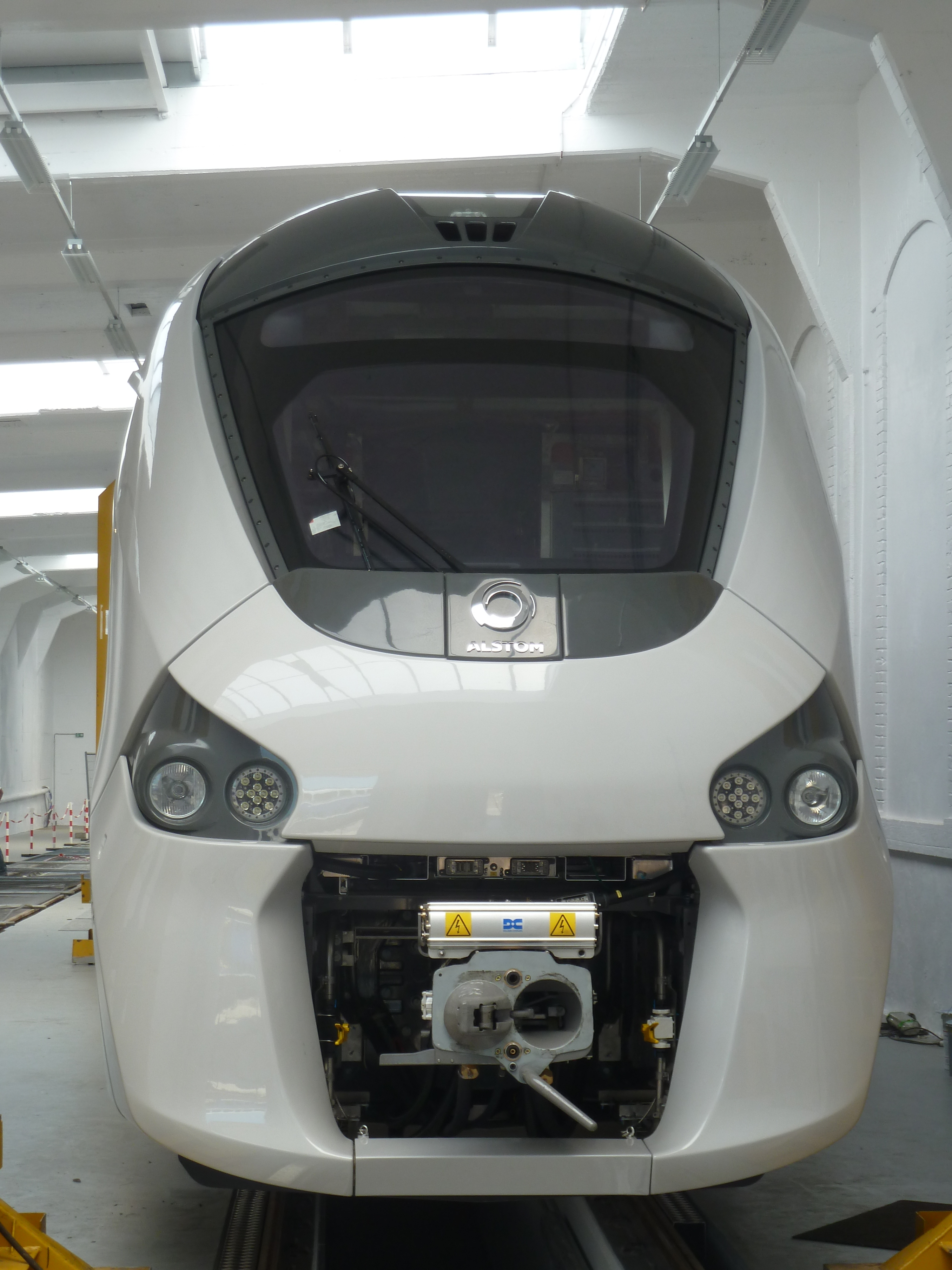
Der Régiolis Frontansicht
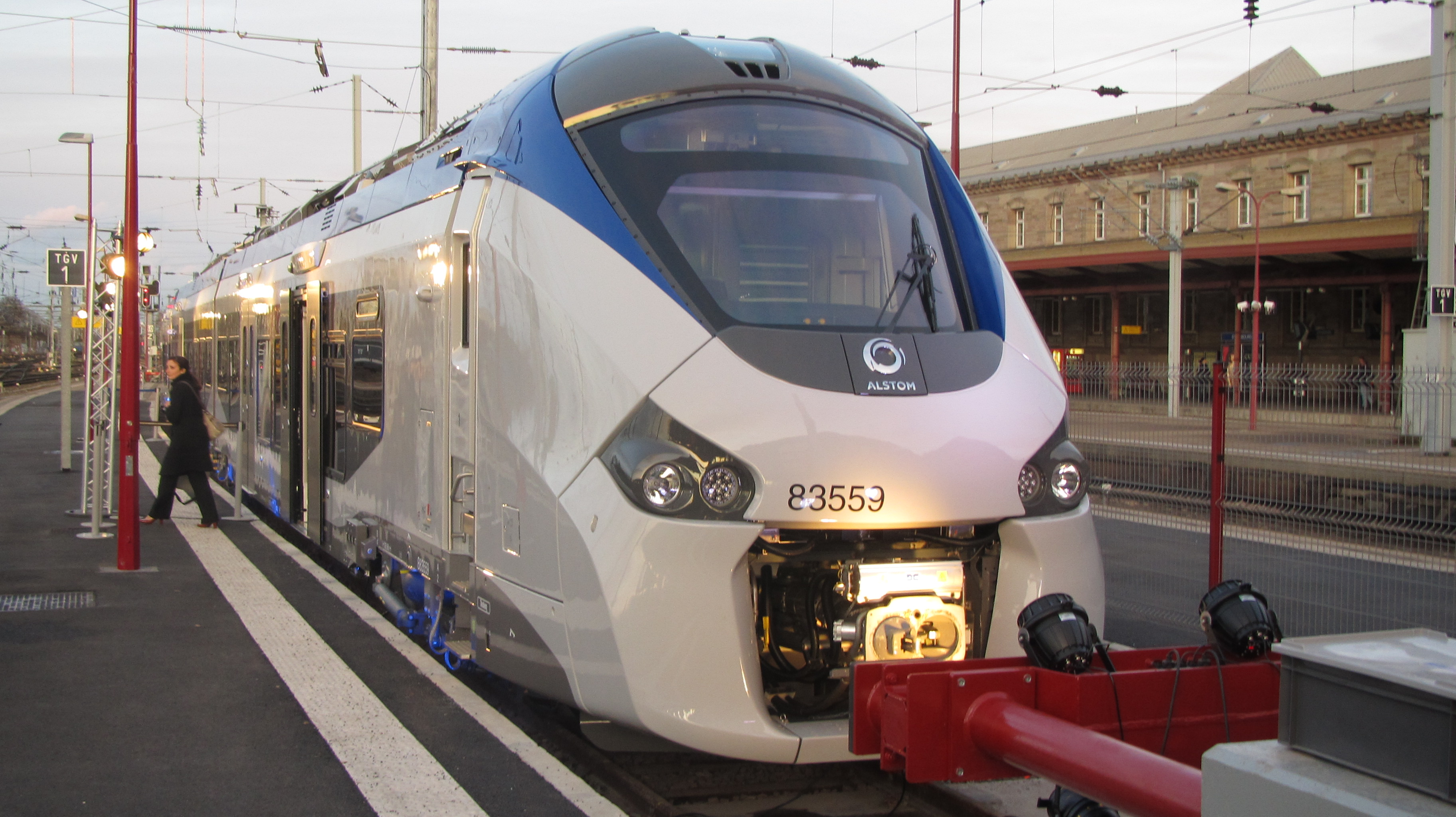
Präsentation des Zuges in Straßburg
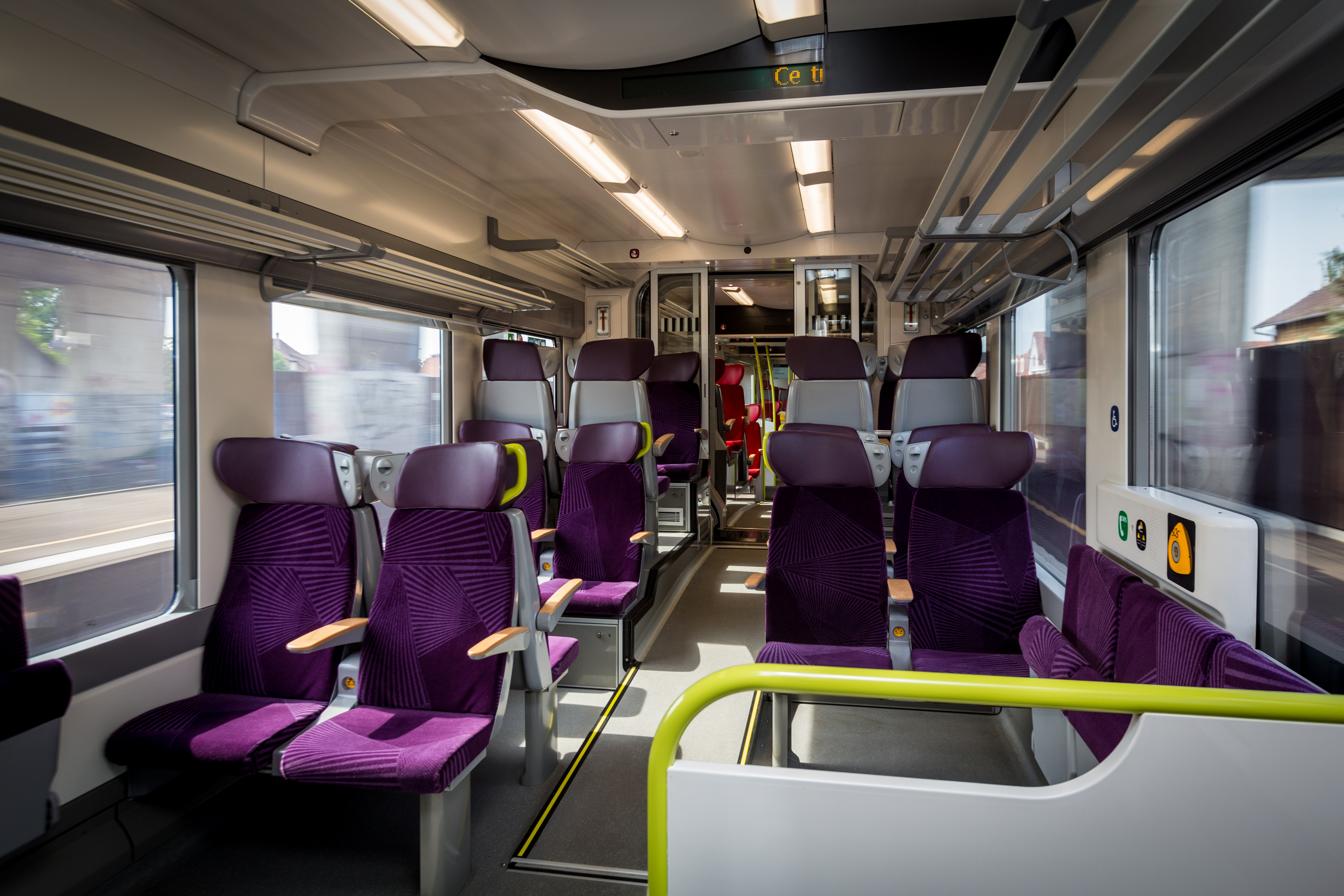
Innenraum eines Coradia Polyvalent für den TER im Elsass
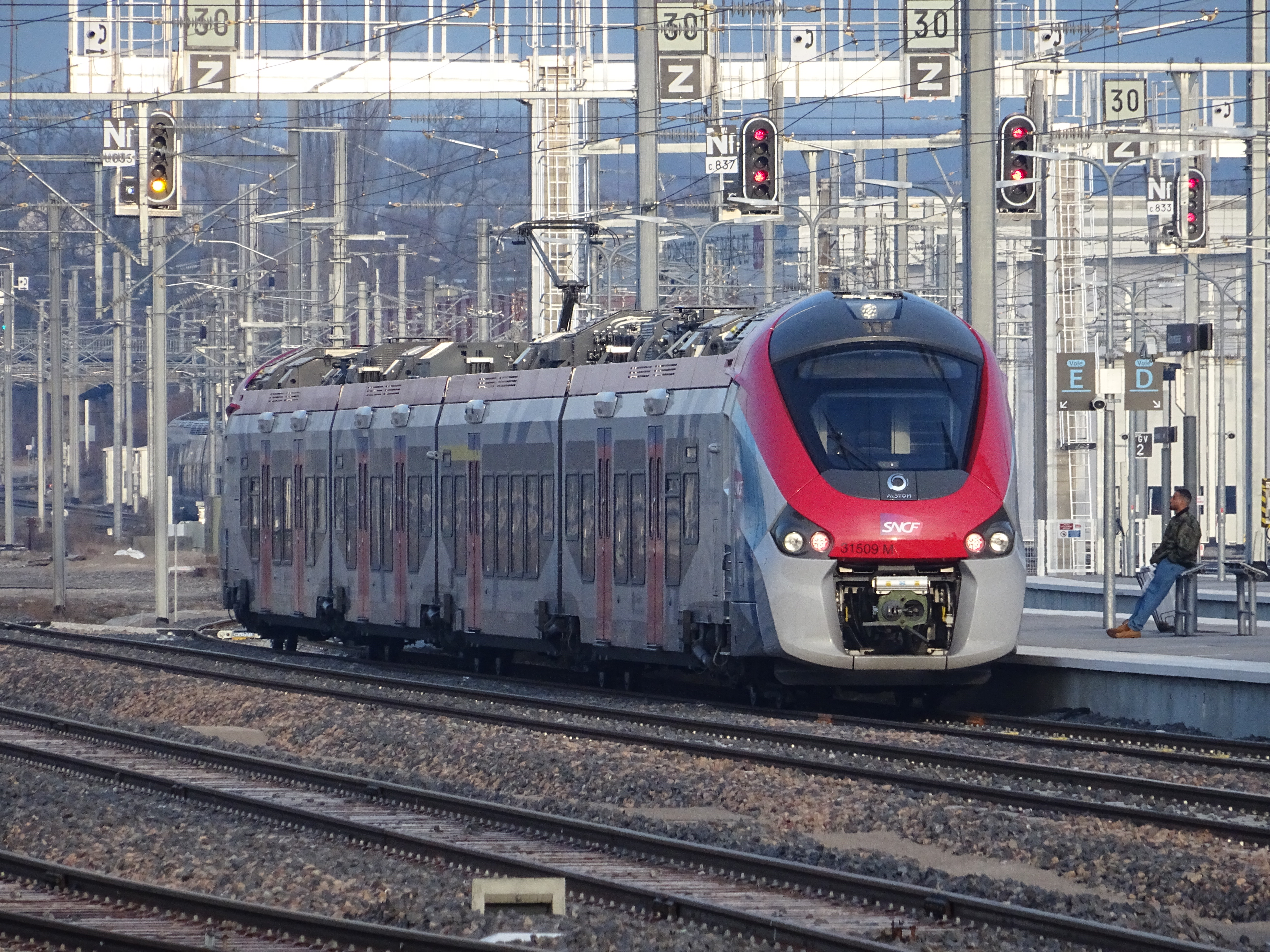
Variante für den Genfer Léman Express
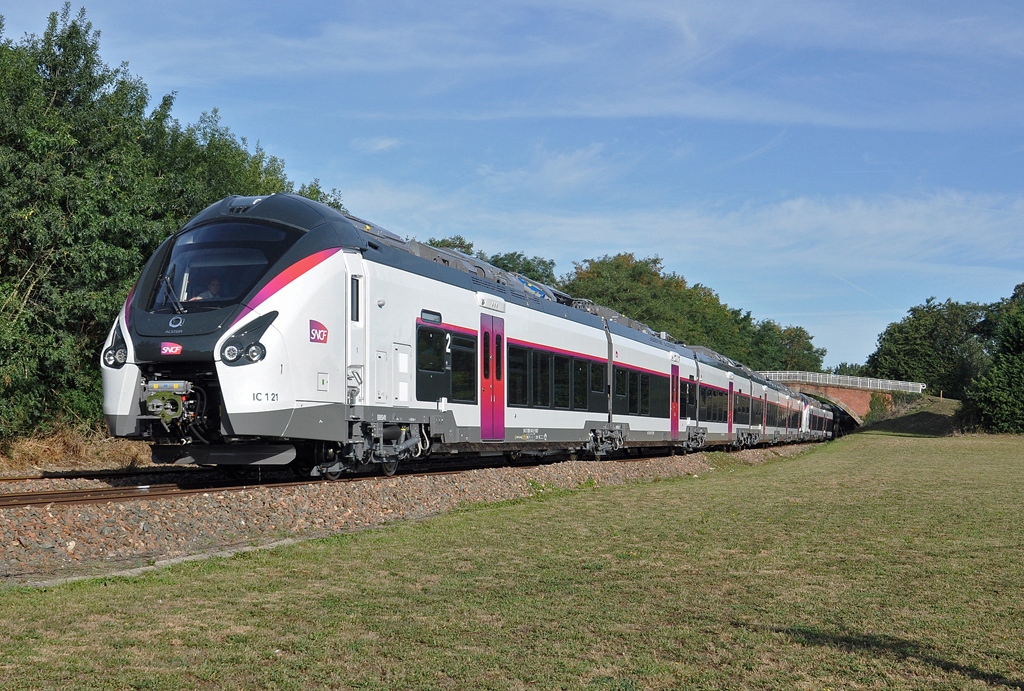
Coradia Liner für den Fernverkehr